# ريم حسين
ريم حسين (مواليد 26 يوليو 1980) هي حكم كرة قدم ألمانية دولية منذ عام 2009.  

## مسيرتها المهنية
منذ عام 2015، كانت ريم حسين حكماً في دوري الدرجة الثالثة الألماني لكرة القدم للرجال ليجا 3. 
تم تعيينها لتكون حكماً في كأس العالم للسيدات 2019 في فرنسا.  

## حياتها الشخصية
ريم حسين من أصل فلسطيني وتعمل في مجال الصيدلة بشكل أساسي.  في عام 2009 ، حصلت على درجة الدكتوراه من جامعة براونشفايغ التقنية. 